# اتحادیه باتیاگاتا
اتحادیه باتیاگاتا (به لاتین: Batiaghata Union) یک منطقهٔ مسکونی در بنگلادش است که در Batiaghata Upazila واقع شده‌است.